# Daniel Molina

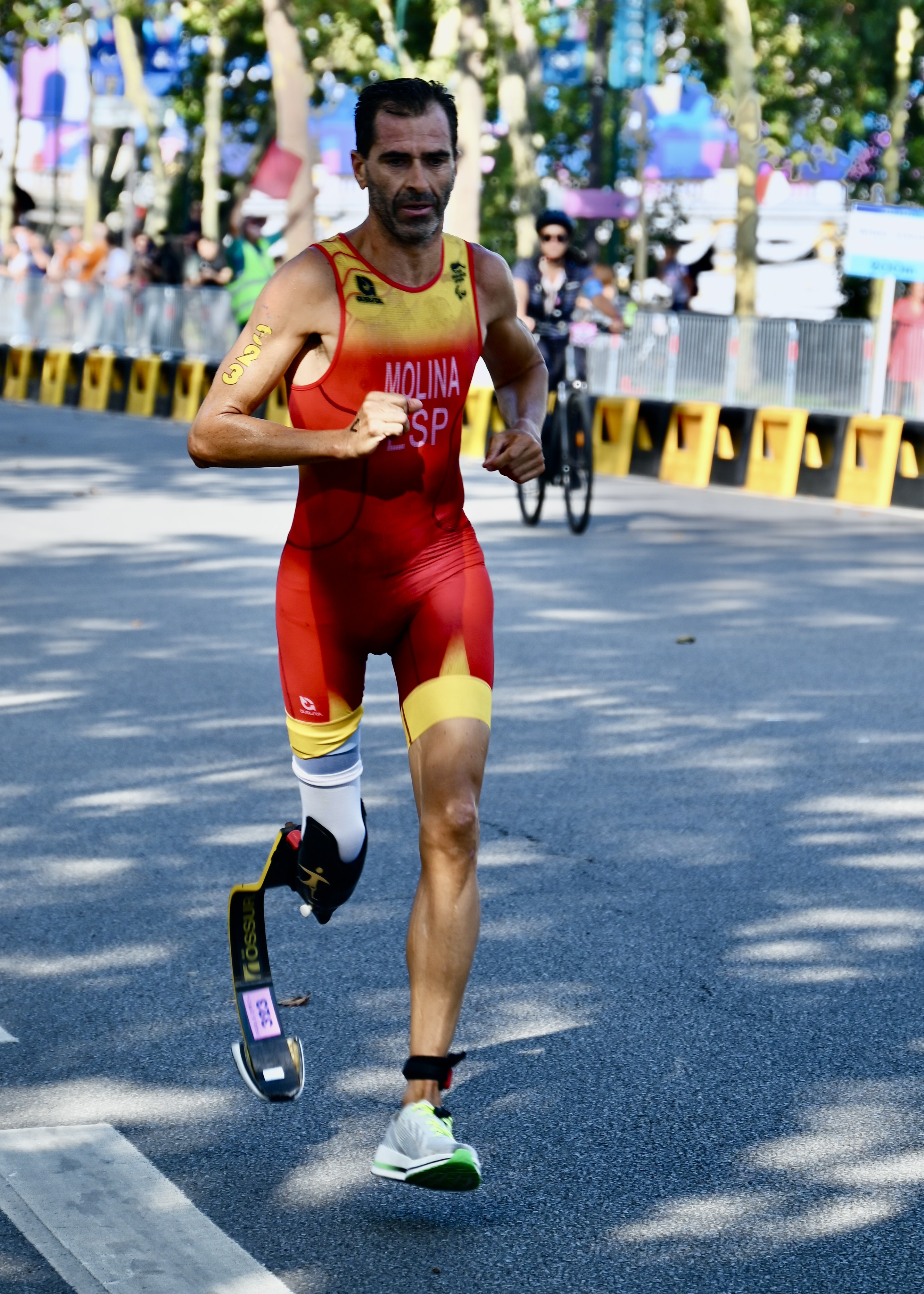
Daniel Molina au Triathlon aux Jeux paralympiques d'été de 2024

Daniel Molina né le 15 septembre 1974 à Madrid est un triathlète handisport espagnol, Champion d'Europe PTS3 en 2017, 2018, 2019, 2021, 2022 et 2023, champion du monde PTS3 en 2017, 2018, 2019, 2022 et 2023.

## Palmarès triathlon
Le tableau présente les résultats les plus significatifs (podium) obtenus sur le circuit international de paratriathlon depuis 2014. 
| Année | Paratriathlon                               | Pays                | Position      | Temps           |
| ----- | ------------------------------------------- | ------------------- | ------------- | --------------- |
| 2024  | Championnats d'Europe de paratriathlon PTS3 | France              | Médaille d'or | 1 h 5 min 30 s  |
| 2024  | Jeux paralympiques PTS3                     | France              | Médaille d'or | 1 h 8 min 5 s   |
| 2023  | Championnats du monde de paratriathlon PTS3 | Espagne             | Médaille d'or | 1 h 6 min 53 s  |
| 2023  | Championnats d'Europe de paratriathlon PTS3 | Espagne             | Médaille d'or | 1 h 7 min 49 s  |
| 2023  | Coupe du monde - étape d'A Coruna PTS3      | Espagne             | Médaille d'or | 1 h 13 min 16 s |
| 2023  | Coupe du monde - étape de Swansea PTS3      | Royaume-Uni         | Médaille d'or | 32 min 29 s     |
| 2023  | Coupe du monde - étape de Paris PTS3        | France              | Médaille d'or | 53 min 49 s     |
| 2022  | Championnats du monde de paratriathlon PTS3 | Émirats arabes unis | Médaille d'or | 1 h 10 min 35 s |
| 2022  | Championnats d'Europe de paratriathlon PTS3 | Pologne             | Médaille d'or | 55 min 41 s     |
| 2022  | Coupe du monde - étape d'A Coruna PTS3      | Espagne             | Médaille d'or | 1 h 12 min 24 s |
| 2022  | Coupe du monde - étape d'Alhandra PTS3      | Portugal            | Médaille d'or | 1 h 9 min 42 s  |
| 2022  | Coupe du monde - étape d'Alanya PTS3        | Turquie             | Médaille d'or | 1 h 10 min 54 s |
| 2021  | Championnats d'Europe de paratriathlon PTS3 | Espagne             | Médaille d'or | 1 h 9 min 35 s  |
| 2021  | Coupe du monde - étape d'A Coruna PTS3      | Espagne             | Médaille d'or | 1 h 12 min 20 s |
| 2020  | Coupe du monde - étape d'Alhandra PTS3      | Portugal            | Médaille d'or | 1 h 4 min 20 s  |
| 2019  | Championnats du monde de paratriathlon PTS3 | Suisse              | Médaille d'or | 1 h 14 min 57 s |
| 2019  | Championnats d'Europe de paratriathlon PTS3 | Espagne             | Médaille d'or | 1 h 9 min 39 s  |
| 2019  | WTCS Montreal PTS3                          | Canada              | Médaille d'or | 1 h 9 min 37 s  |
| 2019  | Coupe du monde - étape de Banyoles PTS3     | Espagne             | Médaille d'or | 1 h 7 min 30 s  |
| 2019  | Coupe du monde - étape de Funchal PTS3      | Portugal            | Médaille d'or | 1 h 10 min 4 s  |
| 2018  | Championnats du monde de paratriathlon PTS3 | Autriche            | Médaille d'or | 1 h 7 min 30 s  |
| 2018  | Championnats d'Europe de paratriathlon PTS3 | Estonie             | Médaille d'or | 1 h 9 min 37 s  |
| 2018  | Coupe du monde - étape d'Aguilas PTS3       | Espagne             | Médaille d'or | 1 h 13 min 34 s |
| 2018  | WTCS Iseo PTS3                              | Italie              | Médaille d'or | 1 h 8 min 21 s  |
| 2017  | Championnats du monde de paratriathlon PTS3 | Pays-Bas            | Médaille d'or | 1 h 11 min 22 s |
| 2017  | Championnats d'Europe de paratriathlon PTS3 | Autriche            | Médaille d'or | 1 h 15 min 40 s |
| 2017  | WTCS Yokohama PTS3                          | Japon               | Médaille d'or | 1 h 9 min 27 s  |
| 2015  | ITU Madrid PT3                              | Espagne             | Médaille d'or | 1 h 21 min 54 s |
| 2014  | ITU Yokohama PT3                            | Japon               | Médaille d'or | 1 h 12 min 49 s |
| 2014  | ITU Londres PT3                             | Royaume-Uni         | Médaille d'or | 1 h 10 min 25 s |